# 徽宗

桃鳩図

徽宗（きそう）は、北宋の第8代皇帝。諱は佶(きつ)。諡号は体神合道駿烈遜功聖文仁徳憲慈顕孝皇帝（退位したので「遜」（ゆずる）という文字が入っている）。第6代皇帝神宗の六男（第11子）。
書画の才に優れ、北宋最高の芸術家の一人と言われる。一方で政治的には無能で、彼の治世には人民は悪政に苦しみ、『水滸伝』のモデルになった宋江の乱など、地方反乱が頻発した。

## 生涯

### 即位と治世
元符3年（1100年）、兄哲宗が嗣子のないまま25歳で崩御したため、弟である趙佶が皇帝に即位した。宰相章惇ら重臣は趙佶の皇帝としての資質に疑念を抱いていたため他の皇子（簡王趙似など）を皇帝に推したが、皇太后向氏の意向により趙佶に決まったとされている。
治世当初は向氏が垂簾聴政を行ったとされ、章惇・蔡卞ら哲宗時代の急進的な新法派を退け、旧法派の韓忠彦と穏健新法派の曾布を起用、彼らは新法・旧法両派から人材を登用して新法旧法の争いを収め、福祉政策を充実させるなど漸進的な改革を進めた（通説ではこれらの政策は向氏の策とされているが、徽宗自身の構想とする異説もある）。また、徽宗自身も芸術家の魂ともいえる絵筆を折って政治への意欲を示し、成人している皇帝がいるのに垂簾聴政が行われるのはおかしいと批判された向太后が7月に政務の一線を退くと、自ら政務に関わるようになった。だが、曾布と李清臣の新法派同士の対立に旧法派も巻き込み政情は急速に不安定化していく。こうした状況に徽宗は現状のあり方に飽き足らなくなっていく。そんな時に登場したのは急進新法派の蔡京である。徽宗の即位後に向太后の信任を背景に中央に復帰した彼は一旦は徽宗や韓忠彦・曾布の警戒を受けて再び左遷される。だが、中央の情勢の変化に乗じて策動を行い、韓忠彦・曾布を失脚させて政権を掌握するに至る。
蔡京が政権を握ると、旧法派はもちろんのこと、曾布や実弟の蔡卞ら自分を批判した新法派の人々にも激しい弾圧が加えられた。これには徽宗も後悔し、遼との外交政策の対立などを理由に蔡京を何度か追放している。だが、宮廷の主要な官職はほとんどが蔡京の手下で占められていたこと、何よりも徽宗と蔡京の芸術的な嗜好が近いことによる親近感から、すぐに蔡京を復帰させた。
文人、画人としての徽宗はその才能が高く評価され、宋代を代表する人物の一人とされる。痩金体（「痩金」は徽宗の号）と称される独特の書体を創出し、絵画では写実的な院体画を完成、「風流天子」と称された。現在、徽宗の真筆は極めて貴重な文化財となっており、日本にある『桃鳩図』は国宝に指定されている。
皇帝としての徽宗は自らの芸術の糧とするために、庭園造営に用いる大岩や木を遠く南方より運河を使って運ばせた（花石綱）。また芸術活動の資金作りのために、明代の小説『水滸伝』における悪役として著名な蔡京や宦官の童貫らを登用して民衆に重税を課した。神宗、哲宗期の新法はあくまで国家財政の健全化のためであったが、徽宗はそれを自らの奢侈のために用いるに至ったのである。この悪政の一環としては、土地を測量する際に正規の尺より8パーセントあまり短い、本来は楽器の測定に用いる楽尺といわれる尺を用い、発生した余剰田地を強制的に国庫に編入したり、売買契約書が曖昧な土地を収用するなどの強引な手段もとっている。
さらに徽宗は芸術に没頭する一方で、自らの権力強化に努めた。特徴的であったのは御筆手詔（御筆）の発行である。御筆手詔の制度の萌芽は神宗期に遡るが、徽宗は事あるごとに自ら詔を書いて各役所などに直接命令し、三省や枢密院が異議を挟むことを認めず、その実施の遅滞は厳罰をもって処したのである。蔡京は徽宗の側近であった息子の蔡攸などを介して御筆手詔の掌握に努めようとしたが、かえって詔を記す徽宗の意向に振り回されることになり、結果的には徽宗の行動を抑止できない彼の政治的影響力の減退を招くこととなり、政和6年（1116年）の封禅中止問題を機に、蔡京の宰相としての立場は名目的なものと化していった。反対に宣和年間以降は、徽宗とそれを取り巻く近臣（宦官や蔡攸に代表される側近）による専制が成立することになり、宰相や執政の力は失われることになった。
このような悪政によって民衆の恨みは高まり、花石綱の労働に苦しむ民衆が立ち上がった方臘の乱を初めとした民衆反乱が続発した。徽宗にこうした状況を伝えるべく、鄧粛という太学生の詩人が政府批判の詩を徽宗に献じることも行われたが、徽宗は諌めを聞かずに鄧粛を追放した。こうした反乱指導者の中に山東で活動した宋江という者がおり、「三十六人を以て斉魏に横行し、官軍数万敢えて抗する者なし」と言われた。これをモデルにした『大宋宣和遺事』などの野史・講談から発展して誕生したのが『水滸伝』である。

### 北宋の滅亡
当時、宋の北方の脅威であった遼は、皇帝や側近の頽廃により国勢が衰えてきていた。さらに遼の背後にあたる満洲では女真族が完顔阿骨打を中心として急激に台頭し、金を建てていた。金と協力して遼を挟撃すれば、建国以来の悲願である燕雲十六州奪還が可能であると捉えた北宋の朝廷は、金に対して使者を送り、盟約を結んだ（海上の盟）。

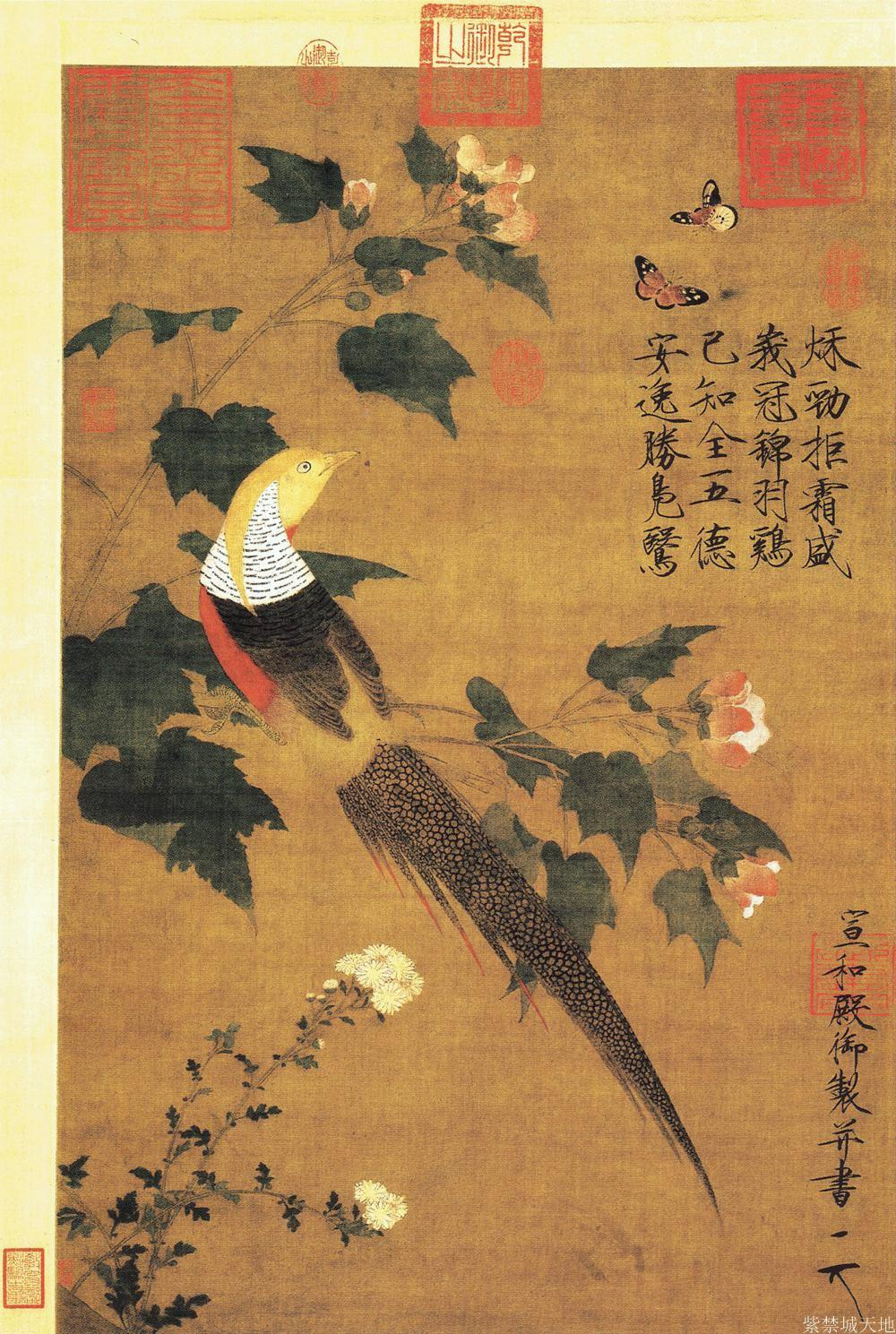
徽宗筆『芙蓉錦鶏図』（北京故宮博物院所蔵）。絵の脇の詩文の文字は痩金体で書かれている。

宣和3年（1121年）、金は盟約に従い遼を攻撃したが、出兵前に方臘の乱が起きたため、遼に攻め込むはずであった童貫が率いた軍勢は方臘の乱の鎮定のために江南に出兵中であり、徽宗自身の決断力の欠如もあって、遼への出兵が遅れた。翌年、ようやく北宋は北方へ出兵し、遼の天祚帝のいる燕京を攻撃した。宋軍の攻撃は失敗を重ね、成果を上げられないことを理由に誅殺されることを恐れた宋軍の指揮官童貫は、金に援軍を要請した。海上の盟では金は長城以南に出兵しない取り決めであったが、金軍はこの要請に応え、たちまち燕京を陥落させた。この結果、盟約通りに燕雲十六州のうち燕京以下南の六州は宋に割譲されたが、金軍によって略奪が行われていた上に住民も移住させられていたため、この地からの税収は当分見込めない状態であった。さらに金は燕京攻撃の代償として銀20万両、絹30万匹、銭100万貫、軍糧20万石を要求したが、北宋はこれを受諾せざるを得なかった。

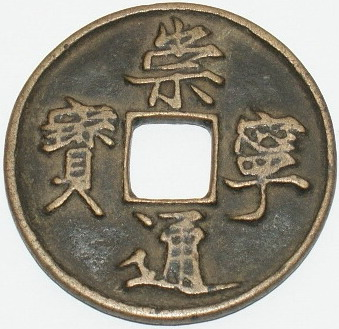
徽宗直筆の崇寧通宝

宣和7年（1125年）、このように燕雲十六州の一部奪還に成功した宋朝は、金に占領された残りの州の奪還を計画し、こんどは遼の敗残軍と密かに結んで金への攻撃を画策した。しかしこの陰謀は金に露見し、阿骨打の後を継いだ太宗の逆鱗に触れ宋に対して出兵する事態を招く。12月23日（西暦で1126年1月25日）、慌てた徽宗は蔡攸や李綱・呉敏らと図って「罪己詔（己を罪する詔）」を出すと退位し、長男の趙桓（欽宗）に譲位して太上皇となった。徽宗はさらに金軍から逃れるべく、蔡攸やわずかな宦官だけを引き連れて開封を脱出した。ところが、鎮江に落ち着いた徽宗は、金軍が一時撤退した後も帰国の気配も見せず、自立の動きすらあった。そのため、欽宗・呉敏らの画策で開封に連れ戻されて幽閉され、蔡京父子・童貫らは配流され、後に蔡京ら病死者を除いて処刑された。
靖康元年（1126年）、金軍は開封を陥落させ、徽宗は欽宗らと共に金に連行された（靖康の変）。またこの時、宮中の財宝・職人・宦官や、徽宗の妃韋氏、欽宗の皇后朱氏など、宋の宮廷の妃、皇女、あらゆる宗室の女性や女官、宮女たちが、金軍に北に連行された。これは先に約束した賠償金及び物資が金に支払われないことによる報復であったと田村実造は述べる。紹興5年（1135年）、徽宗は五国城（現在の黒竜江省依蘭県）にて54歳で死去した。

## 編著
『周礼』に基づいた古代の礼制復活を図るべく『政和五礼新儀』を編纂し、自らも執筆に加わっている。また、『宣和書譜』『宣和画譜』『宣和博古図録』といった書画骨董の図録を勅撰している。そのほか、茶書の『大観茶論』を著している。

## 道教との関係
徽宗は道教を信仰し、道士の林霊素を重用した。林霊素は「先生」の号を授けられ、道学が設置された。徽宗自身は「道君皇帝」と称し、『老子』や『荘子』に注釈を行った。その矛先は仏教に対する抑圧政策にも現れ、仏（如来）を「大覚金仙」、僧侶を「徳士」などと改名させて、僧侶には道服の着用を強制した。ただし、これは1年間で撤回された。

## 後世の評価
- 明の文人・顧充の歴史評論書『綱鑑歴朝捷録』では、徽宗は造園や芸術に凝るあまりに重税を民衆にかけ、深酒に溺れたと述べたうえで「身は万乗之主となりて，一國の民を苦しめ、以て耳目鼻口を養う。古えより曰う、「無道之君は楽を以て身を楽します」と。帝の謂也。」（皇帝に即位すると芸術のために重税と浪費を行い、民衆を苦しめて自分の耳目鼻口（五感）の楽しみにふけった。ことわざに言う「無道の君主は我が身を楽しませる」というのは徽宗のことではあるまいか） と厳しく批判している。[9]

## 在位中の宰相
- 章惇
- 韓忠彦（中国語版）
- 曾布
- 蔡京
- 蔡卞
- 蔡攸 - 蔡京の子
- 蔡懋（中国語版）
- 趙挺之（中国語版）
- 何執中（中国語版）
- 張商英（中国語版）
- 鄭居中（中国語版）
- 劉正夫
- 余深（中国語版）
- 王黼
- 李邦彦 - 浪子宰相
- 白時中（中国語版）
- 王安中（中国語版）
- 鄭居中（中国語版）
- 張邦昌
- 呉敏（中国語版）
- 童貫
- 高俅
- 梁師成（中国語版）
- 唐恪（中国語版）
- 張叔夜（中国語版）
- 种師道（中国語版）
- 薛昂（中国語版）
- 鄧洵武（中国語版）

## 妻妾
- 正室：王皇后（顕恭皇后）
- 継室：鄭皇后（顕粛皇后）
- 側室：劉貴妃（贈明達皇后）
- 側室：劉安妃（贈明節皇后）
- 側室：韋賢妃（贈顕仁皇后）
- 側室：貴妃王氏、懿粛貴妃王氏、貴妃王氏、貴妃喬氏、淑妃崔氏、賢妃楊氏

以上、『宋史』『金史』『宋会要輯稿』『三朝北盟会編』に基づく。

## 皇子
1. 趙桓 - 皇太子、欽宗、母は皇后王氏。
2. 趙檉 - 兗王、生後間もなく夭折
3. 趙楷 - 鄆王。母は貴妃王氏。
4. 趙楫 - 荊王、夭折
5. 趙枢 - 粛王
6. 趙杞 - 景王
7. 趙栩 - 済王。母は貴妃喬氏。
8. 趙棫 - 益王
9. 趙構 - 康王、後の南宋の高宗、母は韋賢妃。
10. 趙材 - 邠王、早世
11. 趙模 - 祁王
12. 趙植 - 莘王。母は懿粛貴妃王氏。
13. 趙朴 - 儀王、早世
14. 趙棣 - 徐王
15. 趙㮙 - 沂王。母は賢妃王氏。1132年、金で誣告罪を問われ、処刑された。
16. 趙栱 - 鄆王、夭折
17. 趙栻 - 和王。母は修容楊氏。1128年、金で異母兄の趙㮙に殺された。
18. 趙榛 - 信王
19. 趙椿 - 漢王、夭折
20. 趙楃 - 安康郡王
21. 趙楗 - 広平郡王
22. 趙機 - 陳国公、夭折
23. 趙梴 - 相国公。母は貴妃王氏。
24. 趙樾 - 瀛国公。金の五国城で自殺。
25. 趙柍 - 建安郡王。母は明節皇后劉氏。靖康の変の頃に死去。
26. 趙椅 - 嘉国公。母は明節皇后劉氏。12歳で金の五国城で早世。
27. 趙棟 - 温国公
28. 趙楒 - 英国公。母は明節皇后劉氏。
29. 趙桐 - 儀国公
30. 趙柄 - 昌国公
31. 趙樅 - 潤国公
32. 趙相 - 韓国公。母は婕妤王氏（大王婕妤）。
33. 趙極 - 金への連行途中で生まれた。母は婕妤王氏（小王婕妤）。
34. 趙柱 - 金の五国城で生まれた。母は婉容（嬪）閻宝瑟。
35. 趙檀 - 金の五国城で生まれた。母は昭媛（嬪）鄭媚娘。

## 皇女
1. 嘉徳帝姫趙玉盤 - 母は顕粛皇后鄭氏。宋で曾夤に降嫁し、金で完顔宗磐に再嫁した。その後、熙宗の後宮に入り夫人となった。
2. 栄徳帝姫趙金奴 - 母は顕恭皇后王氏。欽宗の同母妹。宋で曹晟に降嫁し、金で完顔昌（完顔盈歌の子）に再嫁し、また習古国王に再嫁した。その後、熙宗の後宮に入り夫人となった。
3. 順淑帝姫 - 夭折。母は賢妃楊氏。
4. 安徳帝姫趙金羅 - 母は顕粛皇后鄭氏。宋で宋邦光に降嫁し、金で完顔闍母に再嫁して間もなく死去した。
5. 茂徳帝姫趙福金 - 母は明達皇后劉氏。宋で蔡鞗（蔡京の五男）に降嫁し、金で完顔宗望に再嫁した。
6. 寿淑帝姫 - 夭折。母は顕粛皇后鄭氏。
7. 恵淑帝姫 - 夭折。母は懿粛貴妃王氏[10]。
8. 安淑帝姫 - 夭折。母は明達皇后劉氏[11]。
9. 崇徳帝姫 - 母は貴妃王氏。曹湜に降嫁した。宋に亡くなった。
10. 康淑帝姫 - 夭折。母は懿粛貴妃王氏[12]。
11. 栄淑帝姫 - 夭折。母は顕粛皇后鄭氏。
12. 保淑帝姫 - 夭折。母は貴妃王氏。
13. 成徳帝姫趙瑚児 - 母は顕粛皇后鄭氏。
14. 洵徳帝姫趙富金 - 母は明達皇后劉氏。宋で田丕に降嫁し、金で完顔設野馬（完顔宗翰の長男）に再嫁した。
15. 徽福帝姫趙金仙 - 母は淑妃崔氏。早世。
16. 顕徳帝姫趙巧雲 - 母は才人喬氏。宋で劉文彦に降嫁し、金で洗衣院に入れられた。
17. 熙淑帝姫 - 母は貴妃王氏。
18. 敦淑帝姫趙三金 - 夭折。母は淑妃崔氏。
19. 順徳帝姫趙纓絡
20. 柔福帝姫趙多富（趙嬛嬛） - 母は懿粛貴妃王氏。
21. 申福帝姫 - 母は賢妃王氏。
22. 恵福帝姫趙珠珠 - 母は婉容王氏。金で完顔斜保（完顔宗翰の次男）に嫁した。
23. 保福帝姫趙仙郎 - 母は修容韓氏。靖康の変の頃に死去。
24. 賢福帝姫趙金児 - 母は懿粛貴妃王氏。靖康の変の頃に死去。
25. 寧福帝姫趙串珠 - 母は淑妃崔氏。金で完顔宗雋に嫁した。
26. 仁福帝姫趙香雲 - 母は淑妃崔氏。靖康の変の頃に死去。
27. 和福帝姫趙金珠 - 母は明節皇后劉氏。金で洗衣院に入れられた。
28. 永福帝姫趙仏保 - 母は淑妃崔氏。金で洗衣院に入れられた。
29. 令福帝姫趙金印 - 金の熙宗の後宮に入り妃となった。
30. 華福帝姫趙賽月 - 金の熙宗の後宮に入り妃となった。
31. 慶福帝姫趙金姑 - 金の熙宗の後宮に入り妃となった。
32. 儀福帝姫趙円珠 - 金で完顔宗弼に嫁した。
33. 純福帝姫趙金鈴 - 金で王成棣に嫁した。
34. 恭福帝姫趙小金 - 南宋で早世した。
35. 全福帝姫 - 金で生まれた。西夏で李敦復に嫁した。

以上、『宋史』『金史』『宋会要輯稿』『靖康稗史箋證』『三朝北盟会編』に基づく。